# Château de Clavières (Le Bignon-du-Maine)
Pour les articles homonymes, voir Clavières (homonymie).
Le château de Clavières est situé dans la commune du Bignon-du-Maine, située dans le département de la Mayenne, en région Pays de la Loire, en France.  

## Histoire
Le domaine de Clavières est acquis en 1833 par Louis Guays des Touches, juge à Laval, marié en 1827 à Reine Blanche Bucher de Chauvigné (1803-1868), il y construit un château avec une chapelle. 
Son fils Auguste Guays des Touches (1828-1874), légua par testament en 1874 son château de Clavières au séminaire de Laval, à la condition qu'une messe quotidienne soit célébrée dans la chapelle où se trouve sa sépulture et celles de ses parents. 
Les frères de Saint-Laurent-sur-Sèvre acceptèrent en 1875 la proposition d'y établir un noviciat, le château devient la maison d'études des frères de Saint-Gabriel. En 1882, le noviciat est remplacé par un juvénat, puis un scolasticat en 1896pour lequel deux corps de bâtiment pouvant loger cent vingt enfants, maitres ou serviteurs, avaient été construits en 1891-93, L'ancienne chapelle forme le chœur de la chapelle actuelle.

## Le sanatorium de Clavières
Situé dans l'ancien château de Clavières, le sanatorium de Clavières était une station sanitaire au moment de la guerre 1914-1918, l'hôpital auxiliaire de Laval numéro 19, pour le soin des militaires tuberculeux. Après la guerre, le sanatorium accueillit des malades civils tuberculeux. 
En 1975, il devient le centre médical de la Fontaine-au-Bac. Le centre est maintenant fermé depuis 2008. 

## Propriétaires successifs
- Vendémiaire an II : Jean Verger, métayer de Clavières, d'après l'abbé Angot ; « il fut accusé devant la commission révolutionnaire de favoriser les chouans mais se tira d'affaire, chance rare »
- Avant 1833 : Marie et Élisabeth Lefèvre de La Corbinière.
- 1833 : Louis Guays des Touches.
- 1868 : Auguste Guays des Touches.
- 1874 : Séminaire de Laval.
- 1914 : Sanatorium de Clavières.
- 1975 : Centre hospitalier de Laval.

## Galerie

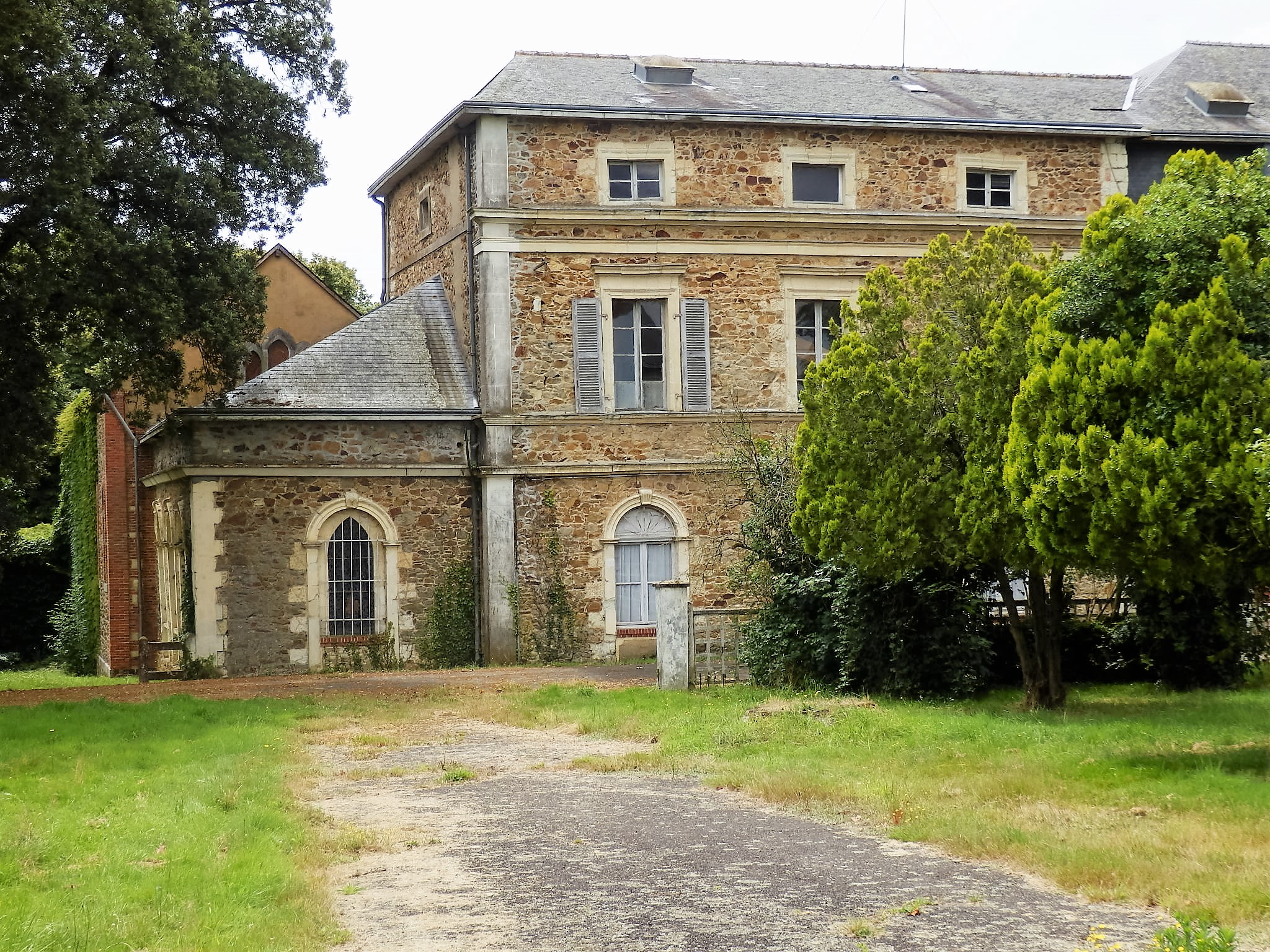
Sanatorium de Clavières, vue de l'arrière, partie ancienne du bâtiment
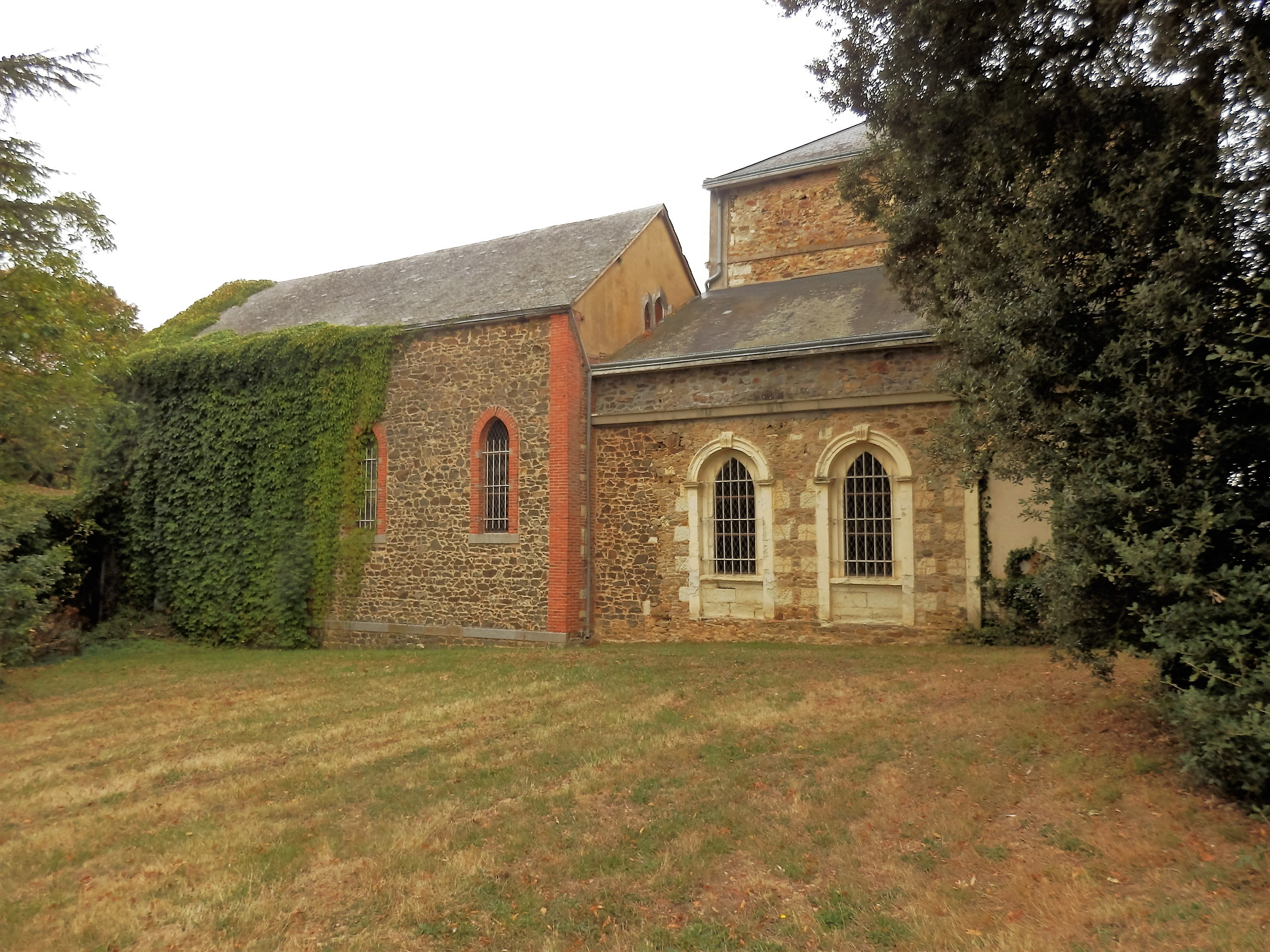
Sanatorium de Clavières, vue de la chapelle, avec encadrement des fenêtres en tuffeau
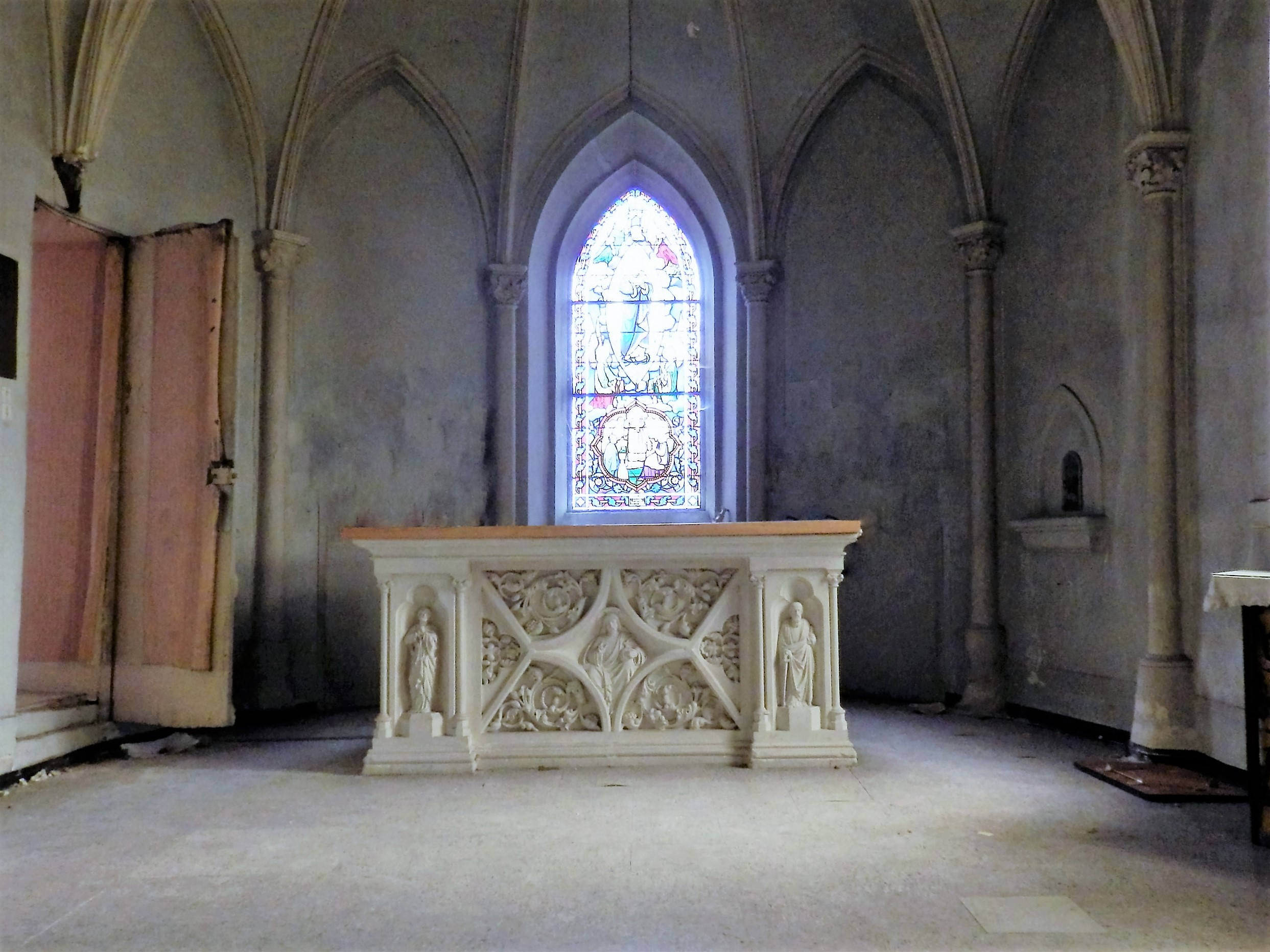
Sanatorium de Clavières, intérieur de la chapelle et autel
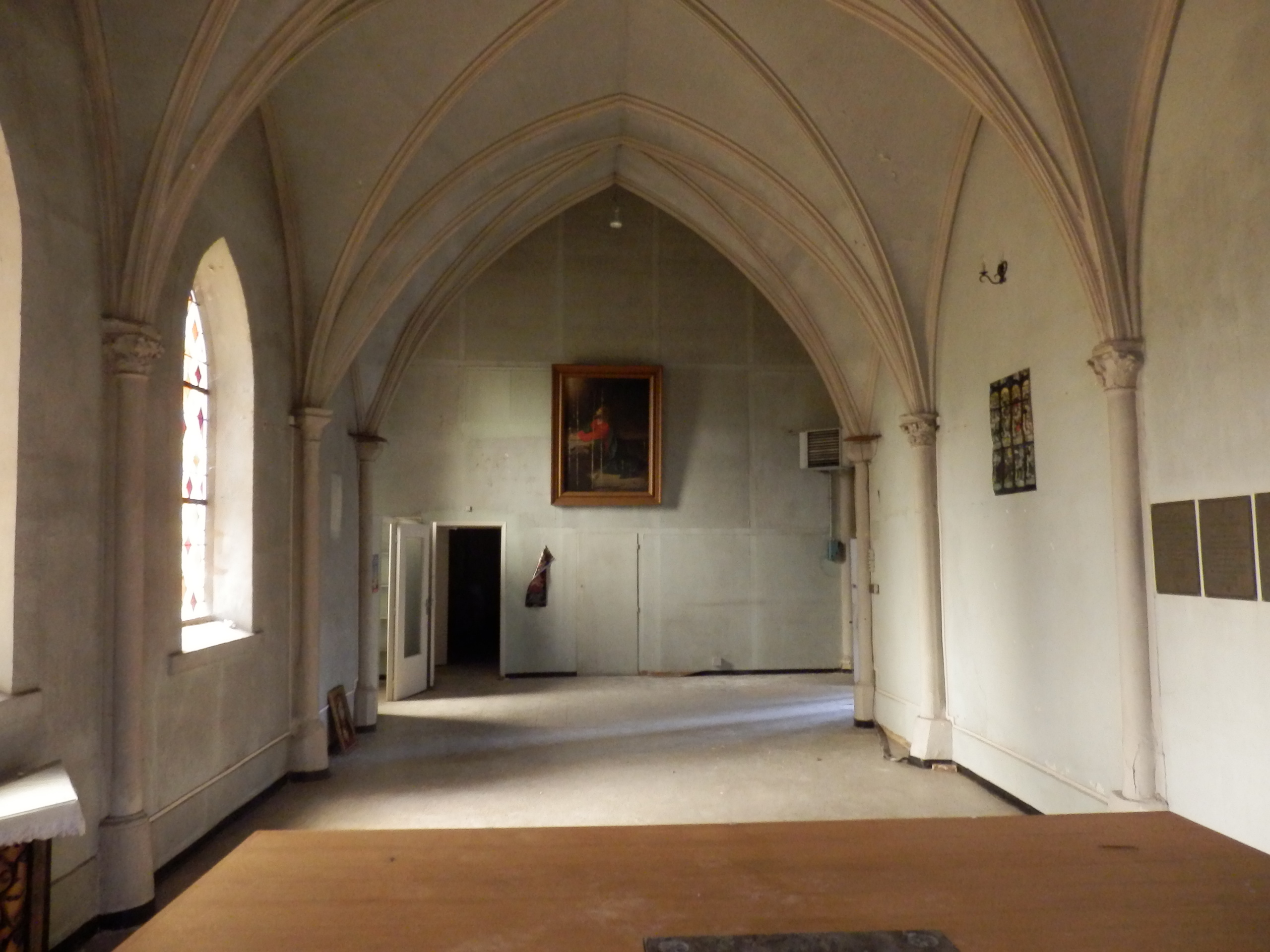
Sanatorium de Clavières, intérieur de la chapelle, comprenant la sépulture de la famille Guays des Touches
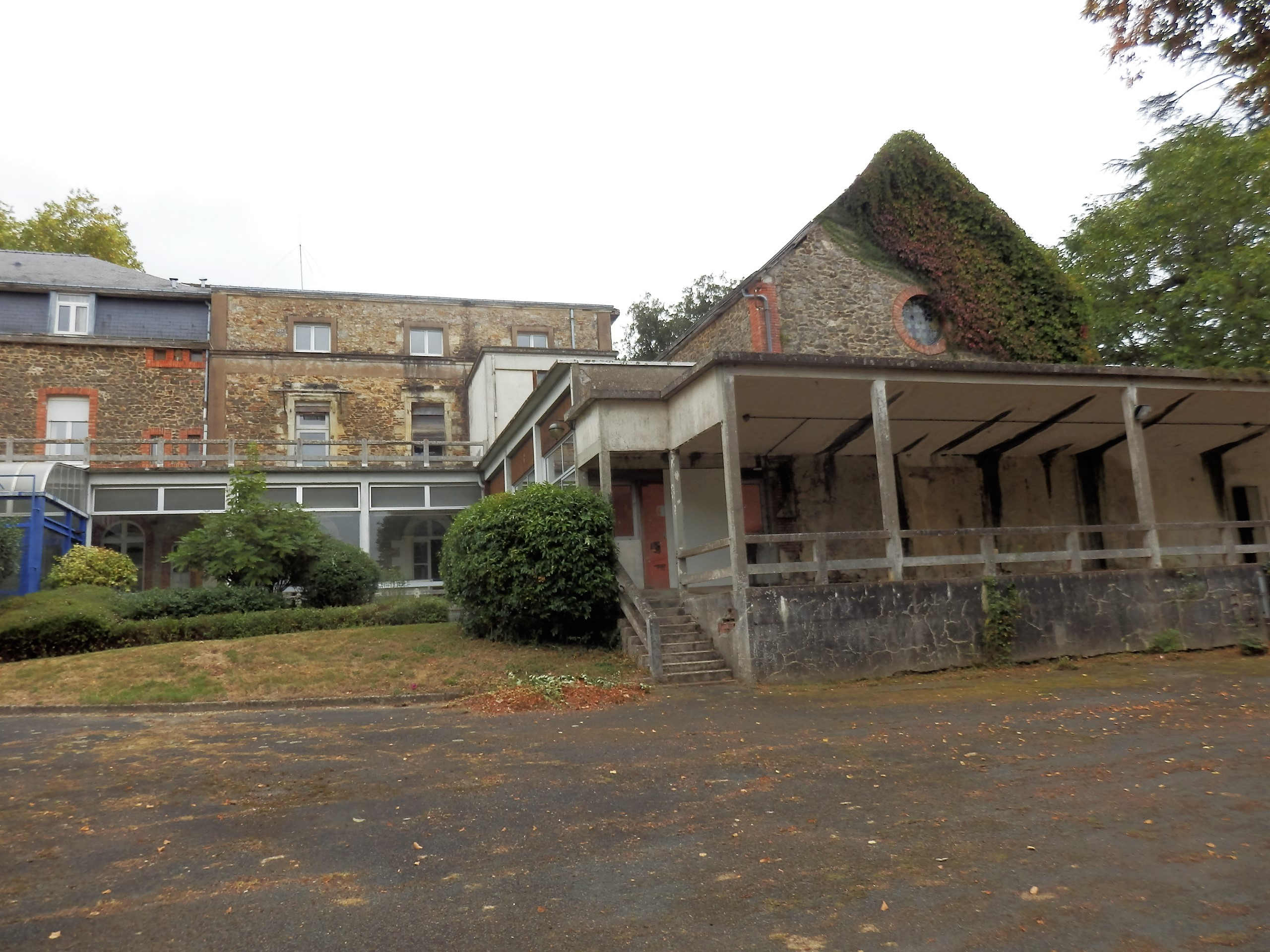
Sanatorium de Clavières, partie ancienne remaniée dans les années 1960-70

## Sources
- Dictionnaire historique, topographique et biographique de la Mayenne, Abbé Angot. Archives départementales de la Mayenne, 53.